# Kokuraminami-ku
Kokuraminami (小倉南区, Kokuraminami-ku) est l'un des sept arrondissements de la ville de Kitakyūshū au Japon. Il est situé au sud-est de la ville.
En 2016, sa population est de 212 872 habitants pour une superficie de 171,74 km2, ce qui fait une densité de population de 1 240 hab./km2.

## Histoire
L'arrondissement correspond à la partie sud de l'ancienne ville de Kokura qui a fusionné avec quatre autres villes en 1963 pour former Kitakyūshū.

## Lieu notable
- Université municipale de Kitakyūshū

## Transport publics
Le monorail de Kitakyūshū ainsi que la ligne Hitahikosan de la JR Kyushu desservent Kokuraminami-ku.
L'aéroport de Kitakyushu se trouve dans l'arrondissement.